# Формула-1 — Гран-прі Китаю
Гран-прі Китаю (англ. Chinese Grand Prix) — один з етапів чемпіонату світу з автогонок у класі Формула-1. Вперше проведений у 2004 році на новому автодромі у Шанхаї.

## Переможці Гран-прі Китаю

### Багаторазові переможці

#### Пілоти
Жирним шрифтом виділені пілоти, які беруть участь в поточному сезоні чемпіонату Формули-1.
| Кількість перемог | Пілот           | Рік                                |
| ----------------- | --------------- | ---------------------------------- |
| 6                 | Льюїс Гамільтон | 2008, 2011, 2014, 2015, 2017, 2019 |
| 2                 | Фернандо Алонсо | 2005, 2013                         |
| 2                 | Ніко Росберг    | 2012, 2016                         |

#### Конструктори
Жирним шрифтом виділені команди, які беруть участь в поточному сезоні чемпіонату Формули-1.
| Кількість перемог | Конструктор        | Рік                                |
| ----------------- | ------------------ | ---------------------------------- |
| 6                 | Mercedes           | 2012, 2014, 2015, 2016, 2017, 2019 |
| 4                 | Ferrari            | 2004, 2006, 2007, 2013             |
| 4                 | McLaren            | 2008, 2010, 2011, 2025             |
| 3                 | Red Bull-TAG Heuer | 2009, 2018, 2024                   |

### Переможці за роками
| 2025        | Оскар Піастрі                          | McLaren-Mercedes                       | Міжнародний автодром Шанхая            | Звіт                                   |                                        |                                        |
| 2024        | Макс Ферстаппен                        | Red Bull Racing-Honda RBPT             | Міжнародний автодром Шанхая            | Звіт                                   |                                        |                                        |
| 2023 – 2020 | Не проводилось через пандемію COVID-19 | Не проводилось через пандемію COVID-19 | Не проводилось через пандемію COVID-19 | Не проводилось через пандемію COVID-19 | Не проводилось через пандемію COVID-19 | Не проводилось через пандемію COVID-19 |
| 2019        | Льюїс Гамільтон                        | Мерседес                               | Міжнародний автодром Шанхая            | Звіт                                   |                                        |                                        |
| 2018        | Данієль Ріккардо                       | Red Bull-TAG Heuer                     | Міжнародний автодром Шанхая            | Звіт                                   |                                        |                                        |
| 2017        | Льюїс Гамільтон                        | Мерседес                               | Міжнародний автодром Шанхая            | Звіт                                   |                                        |                                        |
| 2016        | Ніко Росберг                           | Мерседес                               | Міжнародний автодром Шанхая            | Звіт                                   |                                        |                                        |
| 2015        | Льюїс Гамільтон                        | Мерседес                               | Міжнародний автодром Шанхая            | Звіт                                   |                                        |                                        |
| 2014        | Льюїс Гамільтон                        | Мерседес                               | Міжнародний автодром Шанхая            | Звіт                                   |                                        |                                        |
| 2013        | Фернандо Алонсо                        | Феррарі                                | Міжнародний автодром Шанхая            | Звіт                                   |                                        |                                        |
| 2012        | Ніко Росберг                           | Мерседес                               | Міжнародний автодром Шанхая            | Звіт                                   |                                        |                                        |
| 2011        | Льюїс Гамільтон                        | Макларен-Мерседес                      | Міжнародний автодром Шанхая            | Звіт                                   |                                        |                                        |
| 2010        | Дженсон Баттон                         | Макларен-Мерседес                      | Міжнародний автодром Шанхая            | Звіт                                   |                                        |                                        |
| 2009        | Себастьян Феттель                      | Ред Булл-Рено                          | Міжнародний автодром Шанхая            | Звіт                                   |                                        |                                        |
| 2008        | Льюїс Хемілтон                         | Макларен-Мерседес                      | Міжнародний автодром Шанхая            | Звіт                                   |                                        |                                        |
| 2007        | Кімі Ряйкконен                         | Феррарі                                | Міжнародний автодром Шанхая            | Звіт                                   |                                        |                                        |
| 2006        | Міхаель Шумахер                        | Феррарі                                | Міжнародний автодром Шанхая            | Звіт                                   |                                        |                                        |
| 2005        | Фернандо Алонсо                        | Рено                                   | Міжнародний автодром Шанхая            | Звіт                                   |                                        |                                        |
| 2004        | Рубенс Барікелло                       | Феррарі                                | Міжнародний автодром Шанхая            | Звіт                                   |                                        |                                        |